# Heteromeringia nigricans
Heteromeringia nigricans är en tvåvingeart som beskrevs av Mitsuhiro Sasakawa 1966. Heteromeringia nigricans ingår i släktet Heteromeringia och familjen träflugor. Inga underarter finns listade i Catalogue of Life.